# 焦磷酰氯
焦磷酰氯是一种无机化合物，化学式为(POCl
2)
2O。它可由三氯氧磷和甲醇反应制得：
2 POCl
3 + CH
3OH   →   (POCl
2)
2O  + CH
3Cl +  HCl
它是三氯氧磷和醇反应的中间体。
它和格氏试剂反应，可以得到二烃基膦酸或三烃基氧化膦。它也是维尔斯迈尔-哈克反应的试剂。